# 高瀑布
高瀑布（High Force）是蒂斯河上的一條瀑布，位於英國英格蘭達勒姆郡。高瀑布的落差有71英尺（22），被廣泛誤認為是英格蘭落差最大的瀑布，但事實並非如此。瀑布在冬天封凍。高瀑布的北岸可通過私人道路抵達，但須交費。高瀑布南岸則可免費通過公共道路到達。

## 外部連結
- North Pennines Area of Outstanding Natural Beauty (AONB) and European Geopark
- Walk to High Force （页面存档备份，存于）